# Brenham
Brenham is een plaats (city) in de Amerikaanse staat Texas, en valt bestuurlijk gezien onder Washington County.

## Demografie
Bij de volkstelling in 2000 werd het aantal inwoners vastgesteld op 13.507.
In 2006 is het aantal inwoners door het United States Census Bureau geschat op 14.752, een stijging van 1245 (9,2%).

## Geografie
Volgens het United States Census Bureau beslaat de plaats een oppervlakte van
22,7 km², geheel bestaande uit land. Brenham ligt op ongeveer 122 m boven zeeniveau.

## Plaatsen in de nabije omgeving
De onderstaande figuur toont nabijgelegen plaatsen in een straal van 32 km rond Brenham.

## Geboren
- 2002 - Sadie Sink, actrice